# 고의화
고의화(高義和: 1049년~1119년 3월 4일(음력 1월 21일))는 고려의 무신으로, 본관은 고산(高山: 오늘날 전북특별자치도 완주군 고산면)이다.

## 약력
- 1049년(문종 3): 태어남.
- 무예에 뛰어나 군인 선발에 응시해 군인으로 선발되고 이어 대정(隊正)으로 임명받음.[3]
- 1095년(헌종 원): 이자의가 난[4]을 일키자 장사(壯士)로서 이를 진압해 계림공이 왕위에 오르는데 공을 세워 산원(散員: 정8품)에 오름.[3][5]
- 1105년(예종 즉위): 용호군상장군형부상서(龍虎軍上將軍刑部尙書)에 임명받음.[6]
- 1108년(예종 3): 병부상서(兵部尙書)로 임명받음.[7]
- 1114년(예종 9): 우복야응양군상장군(右僕射 鷹楊軍上將軍)로 임명받음.[8]
- 1117년(예종 12): 나이로 모든 공직에서 물러나려고 하자 임금이 위사공신(衛社功臣)의 칭호를 내림.[3]
- 1119년(예종 14): 사망. 향년 일흔한 살.[3][1]

## 전기 자료
- 《고려사》 권95, 〈열전〉8, 소태보 부 고의화